# Unterseeboot 642
L'Unterseeboot 642 ou U-642 est un sous-marin allemand (U-Boot) de type VIIC utilisé par la Kriegsmarine pendant la Seconde Guerre mondiale.
Le sous-marin est commandé le 20 janvier 1941 à Hambourg (Blohm & Voss), sa quille posée le 19 novembre 1941, il est lancé le 6 août 1942 et mis en service le 1er octobre 1942, sous le commandement du Kapitänleutnant Herbert Brünning.
Il coule lors d'un raid aérien américain contre Toulon, en juillet 1944.

## Conception
Unterseeboot type VII, l'U-642 avait un déplacement de 769 tonnes en surface et 871 tonnes en plongée. Il avait une longueur totale de 67,10 m, un maître-bau de 6,20 m, une hauteur de 9,60 m et un tirant d'eau de 4,74 m. Le sous-marin était propulsé par deux hélices de 1,23 m, deux moteurs diesel Germaniawerft M6V 40/46 de 6 cylindres en ligne de 1 400 cv à 470 tr/min, produisant un total de 2 060 à 2 350 kW en surface et de deux moteurs électriques BBC GG UB 720/8 de 375 cv à 295 tr/min, produisant un total 550 kW, en plongée. Le sous-marin avait une vitesse en surface de 17,7 nœuds (32,8 km/h) et une vitesse de 7,6 nœuds (14,1 km/h) en plongée. Immergé, il avait un rayon d'action de 80 milles marins (150 km) à 4 nœuds (7,4 km/h; 4,6 milles par heure) et pouvait atteindre une profondeur de 230 m. En surface son rayon d'action était de 8 500 milles nautiques (soit 15 700 km) à 10 nœuds (19 km/h). 
L'U-642 était équipé de cinq tubes lance-torpilles de 53,3 cm (quatre montés à l'avant et un à l'arrière) qui contenaient quatorze torpilles. Il était équipé d'un canon de 8,8 cm SK C/35 (220 coups) et d'un canon antiaérien de 20 mm Flak. Il pouvait transporter 26 mines TMA ou 39 mines TMB. Son équipage comprenait 4 officiers et 40 à 56 sous-mariniers.

## Historique
Ce sous-marin passe son temps d'entraînement à la 5. Unterseebootsflottille jusqu'au 28 février 1943 puis arrive en unité de combat dans la 6. Unterseebootsflottille et dans la 29. Unterseebootsflottille à partir du 1er décembre 1943.
L'U-642 quitte Kiel le 20 février 1943 pour sa première patrouille de guerre dans l'Atlantique. L'U-642 rejoint le groupe de combat (meute) Neuland à l'ouest de l'Irlande. Le 7 mars 1943, avec dix autres bateaux de la section nord, il prend le cap nord-ouest et s'agrège au groupe Ostmark pour former une ligne de patrouille. Le 6 mars, le convoi SC-121 est aperçu par l'U-405 au sud du Groenland. Ce convoi regroupe soixante-neuf bâtiments marchands escortés de vingt-trois navires de guerre ; il est parti le 23 février 1943 de New York City pour Liverpool. Dix-sept submersibles des groupes Wildfang, Burggraf et Neptun s'activent contre le convoi SC-121, outre ceux de la meute Ostmark. Dans la soirée du 8 mars 1943, l'U-642 envoie par le fond un bâtiment britannique qui navigue seul, probablement un traînard du convoi, dans le nord de Rockall.
Au terme de l'opération contre le convoi, douze navires sont coulés et un autre endommagé. Les sous-marins du groupe Ostmark, de nouveaux arrivants et trois autres du groupe Burggraf forment le groupe Stürmer à partir du 14 mars dans le centre de l'Atlantique Nord, pourchassant le convoi SC-122. Le groupe fait d'abord mouvement vers l'ouest à la recherche du convoi jusqu'au 16 mars, virant au cap sud-ouest pour l'intercepter. Le convoi est en vue au cours de la nuit du 16 au 17 mars 1943 déclenchant des attaques réussies par des bateaux du groupe Stürmer au cours des trois jours suivants (aucune par l'U-642). C'est la plus ample action allemande contre des convois de la Seconde Guerre mondiale, concentrant quarante U-Boote contre deux convois, SC-122 et HX-229. Vingt-et-un navires alliés sont coulés et un U-Boot est porté disparu : l'U-384. Le 20 mars 1943, l'U-642 est l'un des derniers bateaux à chasser le convoi, sans succès.
Le 25 mars 1943, l'U-642 avec d'autres U-Boote de l'ex-groupe Stürmer rejoint d'autres nouveaux arrivants pour former le groupe Seewolf au sud-est du cap Farvel, au sud de la ligne Seeteufel, pour approcher le convoi SC-123. À partir du 26 mars 1943, les groupes Seewolf et Seeteufel fusionnent pour former une ligne de patrouille débutant à 800 milles nautiques au sud du cap Farvel. Le 27 mars, l'U-305 positionné au nord de cette ligne, signale le convoi HX-230. L'U-642 est l'un des vingt-deux bateaux des deux groupes recevant l'ordre d'attaquer le convoi. La forte tempête évolue en ouragan le 28 mars. L'intense escorte aérienne tient les bateaux allemands à l'écart le 29 mars, lesquels ne coulent qu'un navire (action de l'U-610). Le convoi est perdu de vue le 30 mars et l'opération cesse. L'U-642 est ravitaillé par l'U-463 dans le centre de l'Atlantique nord pour son retour à la base.
Avec l'échec contre le convoi HX-239 en mai 1943, le B.d.U décide le 24 mai 1943, d'intercepter les convois entre les États-Unis et la Méditerranée. En conséquence, les bateaux ayant suffisamment de carburant, y compris l'U-642, reçoivent l'ordre de se diriger vers l'ouest des Açores pour surprendre les convois UGS-9 et GUS-7A. La ligne de patrouille Trutz est formée dans la nuit du 30 au 31 mai le long du 43e méridien, à l'ouest-sud-ouest des Açores. Le 4 juin ; les trois bateaux les plus au sud de ce dispositif d'interception sont attaqués par des appareils d'un porte-avions d'escorte, qu'ils supposent faire partie de la couverture aérienne d'un convoi. Les U-Boote manœuvrent pour empêcher tout navire de passer par les 'trous' de leur ligne de ratissage. Le 5 juin au soir aucun bâtiment n'étant aperçu, les sous-mariniers concluent que le supposé convoi est passé en contournant la ligne.
Le 8 juin 1943, un convoi UGS est signalé par un U-Boot à 100 milles nautiques au sud de la ligne du groupe Trutz le 5 juin. Les bateaux attendent deux convois jusqu'au 22 juin, sans résultat ; la ligne fait mouvement vers l'est jusqu'au 27 juin 1943, quand le groupe s'arrête à quelque 200 milles nautiques au sud-ouest des Açores. Le 29 juin, les bateaux se divisent en trois nouvelles lignes, Geier 1, Geier 2 et Geier 3 ; et à partir du 2 juillet 1943 ils se déplacent vers l'est, en direction des côtes du Portugal par intervalles d'une journée. À 500 milles nautiques des côtes, les attaques aériennes commencent.
Le 6 juillet, l'U-642 est attaqué par des Liberator de l'U.S. Army. Fortement secoué il n'est pas endommagé. À partir du 8 juin 1943, la fréquence des attaques aériennes est telle que les commandants des U-Boote sont autorisés à rentrer à leurs bases, si les circonstances le justifient. L'U-642 retourne à sa base le 17 juillet.
Le 18 octobre 1943, le sous-marin quitte Saint-Nazaire pour la Méditerranée. L'U-642 est l'un des U-Boote tenu de rallier Toulon. Il navigue de conserve avec l'U-340, avec l'U-450 et avec l'U-732. Durant le transit, l'U-340 et l'U-732 sont envoyés par le fond et l'U-450 est endommagé, parvenant tout de même à Toulon. L'U-642 passe le détroit de Gibraltar dans la nuit du 2 au 3 novembre 1943, sans avoir subi d'attaque. Il arrive à Toulon le 13 novembre.
Le 22 décembre 1943, il quitte Toulon pour chasser les convois de ravitaillement alliés au départ de Gibraltar, qui font route le long de la côte algérienne jusqu'à Naples. Le 3 janvier 1944, il revendique le torpillage d'un vapeur dans le nord de Palerme, lequel n'est pas confirmé.
Le 4 février 1944, il est endommagé par un raid de l'USAF visant Toulon. De nouveau, le bateau est lourdement endommagé lors d'un autre raid de Liberator du 15e USAAF contre le port de Toulon, dans le bassin Missiessy no 2, à la position 43° 07′ N, 5° 55′ E, le 5 juillet 1944. Deux hommes d'équipage sont tués. Le 12 juillet 1944 à 10 h 0, le sous-marin est désarmé.
Il est renfloué le 12 avril 1945, puis démoli en 1946.

## Affectations
- 5. Unterseebootsflottille du 1er octobre 1942 au 28 février 1943 (Période de formation).
- 6. Unterseebootsflottille du 1er mars 1943 au 30 novembre 1943 (Unité combattante).
- 29. Unterseebootsflottille du 1er décembre 1943 au 5 juillet 1944 (Unité combattante).

## Commandement
- Kapitänleutnant Herbert Brünning du 1er octobre 1942 au 5 juillet 1944.

## Patrouilles
|       | Commandant              | Départ            | Départ      | Arrivée           | Arrivée     | Jours     | Succès  |
| ----- | ----------------------- | ----------------- | ----------- | ----------------- | ----------- | --------- | ------- |
| 1     | Kptlt. Herbert Brünning | 20 février 1943   | Kiel        | 8 avril 1943      | St. Nazaire | 48 jours  | 2 125   |
| 2     | Kptlt. Herbert Brünning | 4 mai 1943        | St. Nazaire | 17 juillet 1943   | St. Nazaire | 75 jours  |         |
| 3     | Kptlt. Herbert Brünning | 11 septembre 1943 | St. Nazaire | 12 septembre 1943 | St. Nazaire | 2 jours   |         |
|       | Kptlt. Herbert Brünning | 18 octobre 1943   | St. Nazaire | 13 novembre 1943  | Toulon      | 27 jours  |         |
| 4     | Kptlt. Herbert Brünning | 22 décembre 1943  | Toulon      | 23 janvier 1944   | Toulon      | 33 jours  |         |
| Total | Total                   | Total             | Total       | Total             | Total       | 185 jours | 2 125 t |

Notes : Kptlt. = Kapitänleutnant

### Opérations Wolfpack
L'U-642 opéra avec les Rudeltaktik (meute de loups) durant sa carrière opérationnelle.
- Neuland (4–6 mars 1943)
- Ostmark (6-11 mars 1943)
- Stürmer (11-20 mars 1943)
- Seewolf (21-30 mars 1943)
- Oder (17-19 mai 1943)
- Mosel (19-24 mai 1943)
- Trutz (1er–16 juin 1943)
- Trutz 1 (16-29 juin 1943)
- Geier 3 (30 juin – 15 juillet 1943)

## Navires coulés
L'U-642 coula 1 navire marchand de 2 125 tonneaux au cours des 4 patrouilles (185 jours en mer) qu'il effectua.
| Date        | Nom      | Nationalité | Tonnage | Convoi | Fait  | Localisation         |
| ----------- | -------- | ----------- | ------- | ------ | ----- | -------------------- |
| 8 mars 1943 | Leadgate | Royaume-Uni | 2 125   | SC-121 | Coulé | 57° 39′ N, 27° 36′ O |